# Рабство у Швейцарії
Рабство у Швейцарії охоплює історичну практику рабства на швейцарських територіях від римської епохи до Середньовіччя, а також участь Швейцарії в атлантичній работоргівлі та плантаційному рабстві в Америці на початку сучасного періоду. Хоча Швейцарія ніколи не засновувала заморських колоній, швейцарські купці, фінансисти та приватні особи відігравали значну роль у трансатлантичній работоргівлі та володіли рабами на колоніальних плантаціях, особливо у XVIII та на початку XIX століття.
Історія рабства в Швейцарії охоплює кілька окремих етапів: римський період, коли рабство було законодавчо регламентовано і широко поширене; середньовічна трансформація рабства в різні форми кріпацтва; та ранньомодерний період, коли швейцарські купці та капіталісти стали брати участь в атлантичній работоргівлі та колоніальних плантаційних системах. Участь Швейцарії в работоргівлі з 1719 по 1830 рік призвела до перевезення понад 170 000 рабів-африканців, що становило приблизно 2 % від усіх полонених, перевезених європейськими суднами протягом цього періоду.

## Римський період і античність
За часів Римської імперії рабство було юридично врегульованим і поширеним на всій швейцарській території. За римським правом раби вважалися власністю (res) своїх власників (dominus). Правова база, що регулювала рабство, базувалася на римському праві та пізніших колоніальних правових кодексах, які наслідували цю традицію, зокрема Іспанії та Португалії. На англосаксонських територіях та їхніх колоніях рабство регулювалося загальним правом.
Археологічні дані свідчать про те, що невільники були залучені до різних видів економічної діяльності, включаючи сільське господарство, будівництво, домашнє обслуговування та ремесла. Плитка, знайдена в Серльє та Веттсвіл-ам-Альбіс, свідчить про те, що невільники брали участь у виробництві плитки. Вотивна табличка, знайдена на перевалі Великий Сен-Бернар, була присвячена Юпітеру Поеніну Гаєм Доміцієм Карасуном, гельветським работорговцем (mango), який сам був вільновідпущеним рабом кельтського походження, що свідчить про існування усталених мереж работоргівлі, що проходили через територію Швейцарії.
Наплив рабів тривав доти, доки римляни розширювали свою імперію і вели війни в прикордонних регіонах. У більш мирні часи вони більше покладалися на рабів, народжених у рабстві (vernae), щоб задовольнити потреби в робочій силі. Щоб запобігти використанню рабів-військовополонених у їхніх регіонах походження через побоювання повстань, цих людей розподіляли по всій імперії через торговельні мережі.
Раби могли належати не тільки приватним особам, а й містам та корпораціям. У таких випадках вони часто відповідали за утримання міської інфраструктури, будівництво доріг та громадських будівель, а також виконували адміністративні завдання. Імперські раби, а особливо вільновідпущенники, які належали імператору, були зайняті в численних адміністративних справах. У Женеві Аврелій Валенс, імперський вільновідпущенник, який сам мав вільновідпущенників та рабів, був відповідальним за митницю міста.
За римським правом, раби могли бути звільнені з 30 років. Раніше звільнення були можливими, але призводили до погіршення правового статусу. Правовий статус вільновідпущеників залежав від статусу їхнього колишнього господаря, який ставав їхнім патроном. Якщо патрон мав римське громадянство, його вільновідпущеники ставали або римськими громадянами, або латинськими громадянами з обмеженими шлюбними та спадковими правами. Однак римське право розрізняло тих, хто народився вільним (ingenui), та вільновідпущеників (libertini/liberti). Діти вільних людей та вільновідпущеників вважалися вільнонародженими, а у разі сумнівів визначальним був статус матері при народженні.

## Середньовічний період
Різні держави, що стали наступниками Римської імперії та володіли територією сучасної Швейцарії, черпали натхнення з римського права, також переймаючи його положення щодо рабства, адаптуючи їх до свого суспільного контексту за допомогою варварських законів. У ранньому Середньовіччі раби або невільні люди мали обмежені права щодо власності та санкціонованого церквою шлюбу (formariage). Їхнє становище залишалося нестійким, оскільки визнання їхніх прав залежало від їхніх господарів, і можливостей для звернення до суду було мало.
Латинський термін servus (раб), ймовірно, втратив своє первісне значення близько 1000 року і згодом позначав інші форми залежності, включаючи вільновідпущеників, вільних людей та тих, хто був підданий панщині. Принаймні з VIII століття, на північному сході Швейцарії, говорили про mancipii (кріпацтво) — похідне від римського mancipatio — та servitores (слуги), а не servi. Щодо статусу та прав сучасних орендарів, а також алеманського права, становище цих кріпаків та слуг не можна повністю порівняти зі становищем рабів у римській античності.
З XII століття слово slave (похідне від етнічного позначення «слов'янин», від якого походило слово «раб») використовувалося як альтернативний термін для позначення servus. Під час зростаючої християнізації Римської імперії рабство принципово не ставилося під сумнів, оскільки релігійні установи та монастирі самі володіли рабами. Була запроваджена можливість звільнення Церквою (manumissio in ecclesia), хоча в церковній сфері вільновідпущені не були поставлені в рівні умови з тими, хто народився вільним.

## Ранній сучасний період та атлантична работоргівля

### Участь Швейцарії в работоргівлі
З європейським відкриттям Америки та її колоніальною експлуатацією, Швейцарія стала частиною Атлантичної системи обмінів, що пов'язує Європу, Африку та Америку. Створення плантаційних економік у європейських американських колоніях, що вимагало інтенсивної праці, спонукало європейців та американські колоніальні еліти організувати масове переміщення населення з африканських узбережжя, спираючись на місцеві мережі, особливо у Західній Африці.
З 1519 по 1867 рік основними європейськими купцями, залученими до работоргівлі, були Португалія та Велика Британія. Між початком XVI та кінцем XIX століть атлантична работоргівля постачала до Америки від 10 до 11 мільйонів захоплених африканців, призначених для рабства. Більшість швейцарців з'явилися в цій величезній атлантичній торговельній мережі під час її розквіту в другій половині XVIII століття як виробники текстилю, великі купці та фінансисти.
Швейцарські торговельні компанії, що брали участь в Атлантичному ланцюзі, не лише продавали ситцеві тканини (друковані бавовняні тканини), які були чудовим торговим товаром, але й брали участь у работоргівлі та продавали товари (цукор, каву, какао, бавовну), вироблені рабською працею в американських колоніях. Ці компанії були здебільшого з Базеля (Christoph Burckhardt & Cie, Weis & fils, Riedy & Thurninger, Kuster & Pelloutier, Simon & Roques), Невшателя (Favre-Petitpierre & Cie, Pourtalès et Cie, Gorgerat Frères & Cie) та Женеви (Labat Frères, Rivier & Cie, Jean-Louis Baux & Cie).
Суто фінансова участь швейцарців привела до появи фінансистів, таких як уродженець Невшателя Давід де Пюрі, банків, включаючи Marcuard & Cie та Zeerleder & Cie з Берна, а також Tourton & Baur та Mallet frères & Cie з міцними зв'язками в Женеві, і навіть таких міст, як Берн і Цюрих. Ці діячі найчастіше були акціонерами великих компаній, таких як португальська Pernambuco e Paraíba, французька Compagnie des Indes або англійська South Sea Company, всі з яких були залучені до работоргівлі та колоніальної торгівлі.

### Власність на плантації
Участь швейцарців у рабстві поширювалася не лише на работоргівлю, а й на фактичне володіння та використання рабів у колоніальній Америці. Швейцарські громадяни, переважно плантатори, а іноді й торговці, володіли та використовували рабів переважно як сільськогосподарських робітників, а також як найманих працівників та домашніх слуг. У XVIII столітті вони спочатку з'явилися в Карибському басейні (включаючи Голландську Гвіану та Суринам), потім, після повстань рабів, у Сен-Домінгу (Гаїті) та на Ямайці, а й на півдні Сполучених Штатів та в Бразилії.
Швейцарські власники плантацій рідко самостійно керували своїми маєтками, які були присвячені вирощуванню цукру, кави, какао, бавовни або рису. Вони делегували управління агентам, іноді швейцарським, які знаходилися на місці. Серед власників-відсутніх, які керували своїми плантаціями переважно зі Швейцарії або великих європейських центрів (Амстердам, Лондон), були зокрема Жак-Луї де Пурталес та його базельський партнер Йоганн Якоб Турнейзен, яким належали великі плантації на острові Гренада. Це також стосувалося братів з Базеля Йоганна та Йоганна Якоба Феша, жителя Во Жана Самюеля Гізана та уродженця Невшателя П'єра Александра Дюпейру.
Серед власників плантацій з Женеви були Франсуа Фатіо, Мішель Тролле, Давид Флурноа, Ісаак Верне, Жан Галлатін і Жан Захарі Робін. Серед власників, які самостійно управляли своїми маєтками і проживали на місці, були жителі Женеви в Карибському басейні та Голландській Гвіані, включаючи Жана Трембле, Амі Бутіні, Шарль-Александр Дюнан, Жак Теодор Колладон, Жан Антуан Бертран, Анрі Пеш'є та Анрі Ріу, а також Раймон Марі та П'єр Готьє, які були серед плантаторів, що отримали компенсацію Гаїтянської революції (1791—1803) за втрату їхньої власності.
Швейцарці з інших кантонів також були присутні в Карибському басейні та Південній Америці як власники плантацій, такі як уродженець Цюриха Фрідріх Людвіг Ешер (дядько Альфреда Ешера) на Кубі та уродженець Санкт-Галлена Пауль Цюблін у Гаяні. У Південній Кароліні дві швейцарські колонії, одна заснована уродженцем Невшателя Жаном П'єром де Пюрі (батьком Давида де Пюрі), а інша — уродженцем Аппенцелля Йоганнесом Тоблером, були засновані на землях, частково оброблюваних з використанням рабської праці. У ХІХ столітті швейцарські іммігранти, переважно з Во, Невшателя та Цюріха, прибули до Бразилії та оселилися в регіонах Баїя та Сан-Паулу, де вони вирощували каву на великих плантаціях, що працювали під управлінням рабів.

### Вплив та масштаб
Участь Швейцарії в усіх її формах в атлантичній работоргівлі призвела до виселення понад 170 000 чорношкірих людей з 1719 по 1830 рік, що становить приблизно 2 % від усіх африканських полонених, яких європейські судна вивезли протягом цього періоду, що тривав понад століття. Аналіз конкретних випадків показує, що для швейцарців работоргівля становила лише невелику частину їхньої торговельної та інвестиційної діяльності, що робило їх випадковими работорговцями. Проте, як і інші європейські країни, Швейцарія мала на своїй території рабів з колоній, таких як Полін Бюїссон, привезена в Івердон у 1770-х роках Давидом-Філіпом де Трейторренсом, який був її власником у Сен-Домінгу.
Трансатлантична работоргівля мала драматичні наслідки для способу життя, мов та культур корінних народів. Багато чоловіків, жінок і дітей загинули під час полювання на рабів або примусових маршів до африканських берегів. Інші померли у фортах, де їх часто утримували в ув'язненні протягом довгих місяців, чекаючи на продаж. За науковими оцінками, приблизно три чверті смертей рабів сталися в Африці. Якщо раби виживали після небезпечного перетину Атлантики, їх перепродавали в портових містах. Позначені клеймами, що позначали їхніх власників, вони мали середню тривалість життя лише від чотирьох до шести років.

## Федеральний період
У ХІХ столітті Швейцарія підтримувала офіційні відносини з рабовласницькими державами. У той час як відносини з Великою Британією (скасування рабства в 1838 році), Францією (1848 рік) та Нідерландами (1863 рік) були давніми, відносини з іншими країнами, такими як Сполучені Штати (1865 рік) та Бразилія (1888 рік), були новішими. Утримавшись від будь-якої заморської територіальної експансії, Швейцарська Конфедерація не брала безпосередньої участі в управлінні колоніями та плантаціями. Однак деякі політики, які допомогли сформувати молоду федеральну державу, підтримували тісні зв'язки з колоніальним світом.
23 грудня 1863 року національний радник Вільгельм Йоос подав пропозицію, в якій вимагав від уряду поступового скасування рабства, маючи на увазі американські країни, де воно все ще практикувалося. З початку 1860-х років Йоос виступав за еміграцію за кордон як засіб боротьби з безробіттям і під час перебування в Бразилії помітив, що рабська економіка обмежує можливості працевлаштування швейцарських емігрантів. Посилаючись на етичні принципи, він запропонував вжити заходів, щоб заборонити швейцарцям купувати або продавати рабів. Його пропозиція була відхилена Національною радою, і Федеральна рада її не обговорювала.
13 липня 1864 року Йоос подав нову пропозицію. Оскільки етичні мотиви не мали очікуваного ефекту, він тепер захищав численних швейцарських колоністів, які обробляли землю як скіпщники в Бразилії. З цієї точки зору, Національна рада прийняла нову пропозицію та передала її національному виконавчому органу для визначення позиції. Федеральна рада представила детальний звіт з цього питання 2 грудня 1864 року. Висновок, виданий урядом, значною мірою заснований на експертизі Йоганна Якоба фон Чуді, колишнього надзвичайного посланця Конфедерації в Бразилії, та Анрі Давіда, колишнього почесного генерального консула в Ріо-де-Жанейро, був негативним.
Заборона швейцарцям продавати або купувати рабів, як того вимагав автор пропозиції, не тільки не поліпшила б умови праці швейцарців у Бразилії, але й позбавила б швейцарських власників «частини їх законно набутого багатства». Серед них, як підкреслила Федеральна рада, були представники держави, такі як Ежен Еміль Рафар, генеральний консул Швейцарії в Ріо. Йоос розкритикував звіт під час парламентських дебатів 10 грудня 1864 року, вважаючи, що Федеральна рада недооцінила реальну ситуацію в Бразилії, і навів як додатковий аргумент на користь того, щоб Швейцарія діяла в напрямку скасування рабства.
Питання рабства офіційно не обговорювалося в Берні аж до вступу Швейцарії до Ліги Націй у 1920 році. Згодом Конфедерація ратифікувала низку міжнародних договорів: у 1930 році Конвенцію Ліги Націй про рабство, а в 1964 році Додаткову конвенцію про скасування рабства Організації Об'єднаних Націй. У 1974 році вона приєдналася до Європейської конвенції з прав людини, а потім у 1992 році до Міжнародного пакту про громадянські та політичні права, які також містять статті, що забороняють рабство.
Дурбанська декларація, прийнята у 2001 році на Всесвітній конференції ООН проти расизму, кваліфікує работоргівлю як «злочин проти людяності». Один зі швейцарських делегатів заявив перед конференцією, що Конфедерація, яка була серед країн, що підписали декларацію, ніколи не була залучена до такого виду торгівлі чи колоніалізму. Цю точку зору, яка суперечить сучасним історичним дослідженням, регулярно повторювали члени Федеральної ради, зокрема Доріс Лойтард у 2017 році під час поїздки до Беніну та Іньяціо Кассіс у 2021 році в швейцарсько-німецькій радіопередачі Samstagrundschau, що спровокувало кілька парламентських виступів. На відміну від таких країн, як Сполучені Штати, Нідерланди, Данія та Британська корона, Швейцарія не принесла офіційних вибачень щодо рабства.

### Основні джерела
- Corpus Inscriptionum Latinarum, 1863-.
- Howald, Ernst; Meyer, Ernst (éd.): Die römische Schweiz. Texte und Inschriften mit Übersetzung, 1940.
- Walser, Gerold: Römische Inschriften in der Schweiz, 3 vol., 1979—1980.
- Kolb, Anne: Tituli Helvetici. Die römischen Inschriften der West- und Ostschweiz, 2022.

### Додаткова література
- Stähelin, Felix: Die Schweiz in römischer Zeit, 1927 (19483).
- Drack, Walter; Fellmann, Rudolf: Die Römer in der Schweiz, 1988.
- Speidel, Michael Alexander: «Ein römischer Ziegel mit Ritzinschrift aus dem Ziegelbrennofen Josenmatt bei Wettswil», in: Berichte der Kantonsarchäologie Zürich, 13, 1996, pp. 193—198.
- Miers, Suzanne: Slavery in the Twentieth Century. The Evolution of a Global Problem, 2003.
- David, Thomas; Etemad, Bouda; Schaufelbuehl, Janick Marina: La Suisse et l'esclavage des Noirs, 2005.
- Grant, Kevin: A Civilised Savagery. Britain and the New Slaveries in Africa, 1884—1926, 2005.
- Davis, David Brion: Inhuman Bondage. The Rise and Fall of Slavery in the New World, 2006.
- Heinen, Heinz (éd.): Handwörterbuch der antiken Sklaverei, 3 vol., 2006—2017.
- Fässler, Hans: Une Suisse esclavagiste. Voyage dans un pays au-dessus de tout soupçon, 2007 (allemand 2005).
- Meissner, Jochen; Mücke, Ulrich; Weber, Klaus: Schwarzes Amerika. Eine Geschichte der Sklaverei, 2008.
- Etemad, Bouda: «Investir dans la traite. Les milieux d'affaires suisses et leurs réseaux atlantiques», in: Augeron, Mickaël; Poton, Didier; Van Ruymbeke, Bertrand (éd.): Les Huguenots et l'Atlantique, vol. 1, 2009, pp. 527—538.
- Herrmann-Otto, Elisabeth: Sklaverei und Freilassung in der griechisch-römischen Welt, 2009 (20172).
- Kuhn, Konrad J.; Ziegler, Béatrice: «Die Schweiz und die Sklaverei. Zum Spannungsfeld zwischen Geschichtspolitik und Wissenschaft», in: Traverse, 16/1, 2009, pp. 116—130.
- Zeuske, Michael: Handbuch Geschichte der Sklaverei. Eine Globalgeschichte von den Anfängen bis zur Gegenwart, 2 vol., 2013 (20192).
- Zeuske, Michael: Sklavenhändler, Negreros und Atlantikkreolen. Eine Weltgeschichte des Sklavenhandels im atlantischen Raum, 2015.
- Rio, Alice: Slavery after Rome, 500—1100, 2017.
- Zeuske, Michael: Sklaverei. Eine Menschheitsgeschichte von der Steinzeit bis heute, 2018.
- Etemad, Bouda: «Le palais Dupeyrou. Un monumental legs à Neuchâtel de 'Monsieur de Surinam'», in: Augeron, Mickaël (éd.): Figures huguenotes dans les Amériques. De l'histoire à la mémoire, 2020, pp. 191—198.
- Ismard, Paulin (dir.): Les mondes de l'esclavage. Une histoire comparée, 2021.
- Etemad, Bouda: De Rousseau à Dunant. La colonisation et l'esclavage vus de Genève, 2022.
- Schär, Bernhard C.: «Switzerland, Borneo and the Dutch Indies: towards a new imperial history of Europe, c. 1770—1850», in: Past & Present, 257/1, 2022, pp. 134—167.
- Zeuske, Michael: Afrika — Atlantik — Amerika. Sklaverei und Sklavenhandel in Afrika, auf dem Atlantik und in den Amerikas sowie in Europa, 2022.
- Kreis, Georg: Blicke auf die koloniale Schweiz. Ein Forschungsbericht, 2023.
- Santos Pinto, Jovita dos: «Toiles, rendement, esclavage. La Suisse à l'Atlantique noir», in: Musée national suisse (éd.): Colonialisme. Une Suisse impliquée, 2024, pp. 97-121 (catalogue d'exposition).